# Lena Paüls i Obré
Lena Paüls i Obré   (Reus, 15 de febrer de 1952) és una escriptora i filòloga catalana. Paüls dirigeix la publicació Cornabou Revista Digital de Literatura Infantil i Juvenil i coordina el Gabinet de Comunicació Escac, amb seu a Barcelona.
Després de graduar-se en filologia catalana per la Universitat de Barcelona, Paüls va desenvolupar la seva carrera professional en diversos àmbits de la cultura i la comunicació. La seva obra abasta diversitat de formats i gèneres literaris, des de narrativa fins a poesia i assaig, tant en formats tradicionals com digitals. A més, ha estat professora de llengua i cultura catalanes en cursos de reciclatge i d'administració pública, així com assessora lingüística i correctora d'estil per a empreses publicitàries. També ha estat col·laboradora en la documentació de les pàgines web de diversos escriptors catalans de renom, com Josep M. Espinàs, Jesús Moncada, Víctor Mora Pujadas, Sergi Pàmies, Ferran Torrent, Isabel-Clara Simó, Miquel de Palol i Felip, Carme Riera i Baltasar Porcel, entre d'altres.
La seva trajectòria literària ha estat reconeguda amb nombrosos premis, entre d'altres, el premi d'assaig Francesc Vila (1994) per un estudi sobre l'obra de Marià Manent, el premi Frederica Montseny de narrativa (2007), el premi dels Jocs Florals de Les Corts de Barcelona (2007), la distinció The White Ravens, de la Internationale Jugendbibliothek de Múnic (2010), o el premi Poesia Vallès Oriental (2019).